# Guano Apes

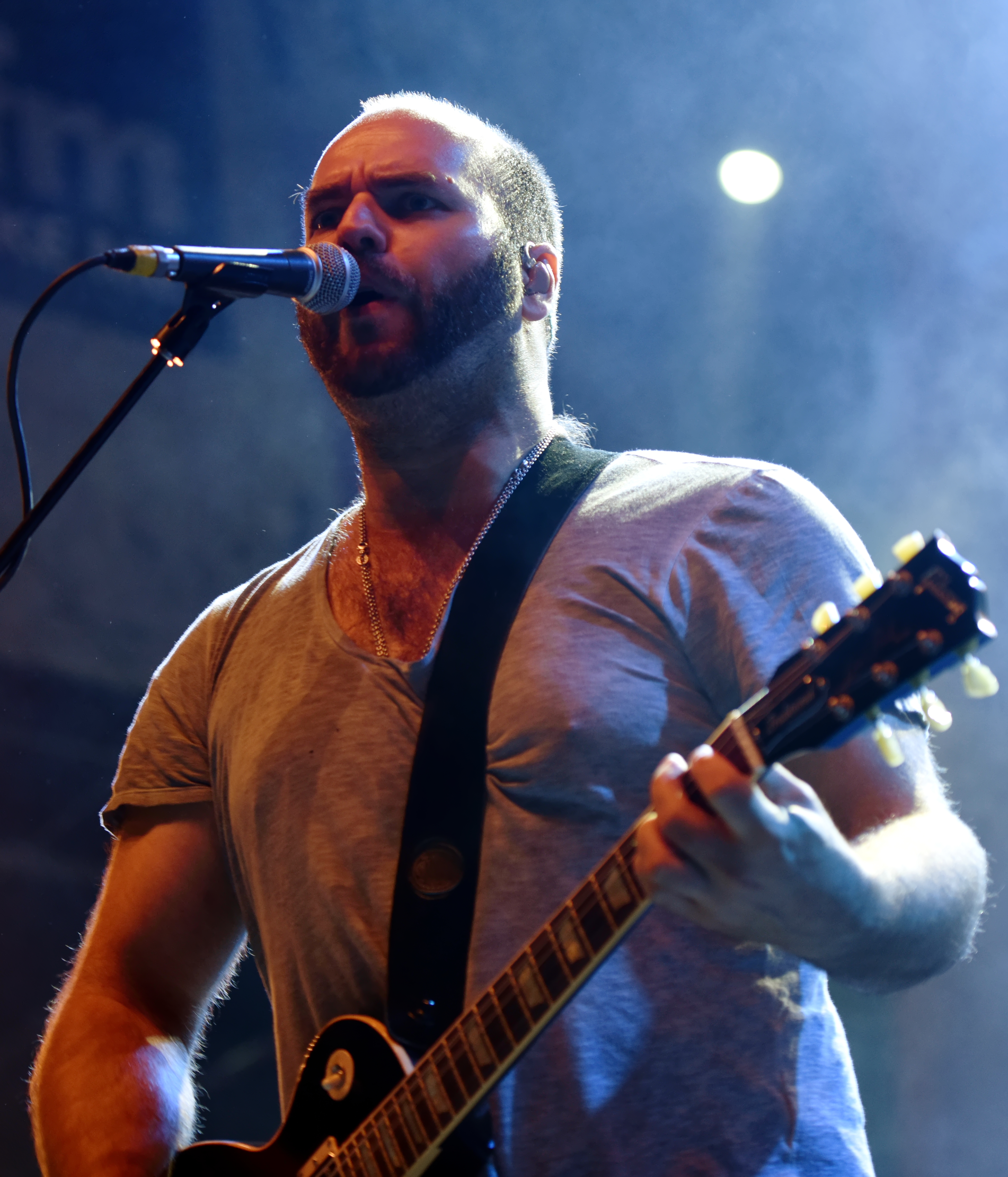
Henning Rümenapp

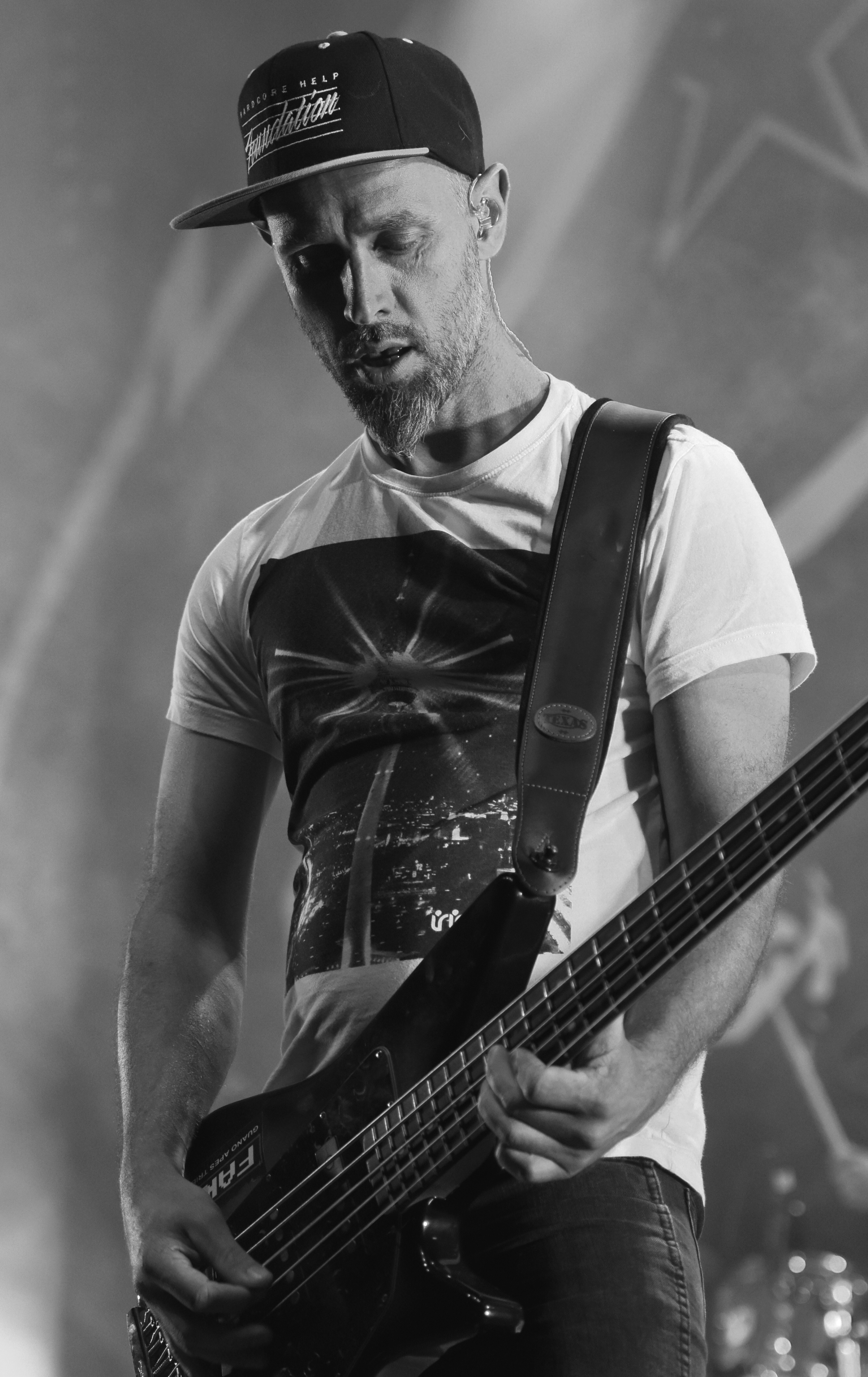
Stefan Ude

Guano Apes is een Duitse band, die eerst bestond van 1997 tot 2005 en sinds 2009 weer actief is.
In de periode van 1994 tot 1996 deden zij al verschillende optredens voor een kleinschalig publiek. Pas in 1997 was de band daadwerkelijk actief voor een groter publiek.
De band bestaat sinds 2009 weer uit Sandra Nasić (zangeres), Henning Rümenapp (gitarist), Stefan Ude (basgitarist) en Dennis Poschwatta (drummer).

## Biografie
Guano Apes is begonnen als vrienden-/schoolbandje bestaande uit Stefan, Dennis en Henning. Hun eerste band droeg de naam Rostfrei. Omdat de zang van de jongens niet echt mooi klonk, waren ze op zoek naar een zanger/zangeres. Het werd Sandra Nasić (spreek uit als Nashietsch). Voorheen rapte zij in de Duitse hardrockband Saprize.
Aangezien hun muziekstijl vrij nieuw was (een mengeling van hardcore/punkrock en rap van een zangeres), noemden zij het zelf cross-over.
In 1996 wonnen ze in Duitsland een wedstrijd voor nieuwe bands (Local Heroes Contest '96), en zo begonnen ze aan hun eerste album getiteld Proud Like A God. De eerste single, Open Your Eyes, kwam uit in 1997 en was meteen een groot succes in Duitsland, maar ook in de rest van Europa.
In Nederland werd deze single een hit door het radioprogramma van 3FM, waar voormalig radio-dj Isabelle Brinkman de single iedere avond ter afsluiting van haar show draaide. Als dankbetuiging aan Brinkman droegen de Guano Apes een speciale versie van het album Proud like a God aan haar op.
Na deze hit volgde er nog één, getiteld Lords Of The Boards. In 1999 zongen ze de titelsong voor de Duitse film Meschugge. Deze werd naast op de soundtrack ook als single uitgebracht. In 2000 verscheen hun tweede album, Don't Give Me Names, dat het succes van het eerste album evenaarde. Ze verzorgden diverse optredens op populaire festivals, bijvoorbeeld op Pinkpop in Nederland. Na het tweede album werd het een tijdje stil rond de groep, maar in 2003 kwam het derde album uit, getiteld Walking on a Thin Line. De eerste single, You Can't Stop Me, oogstte opnieuw succes. Ze brachten in 2003 nog een livealbum uit en daarna werd het weer een tijdje stil rond de band. Aan het einde van 2004 brachten ze nog eenmaal een album uit (een Best Of-album), getiteld Planet Of The Apes. In 2005 volgde een dvd met daarop een documentaire over de band. Ter afscheid is er eind 2006 nog een cd van Guano Apes uitgebracht, met de allereerste demotracks van Guano Apes: Lost (t)Apes. Na te zijn gestopt met Guano Apes begon Nasic aan een solocarrière. Zij werkt nog steeds aan haar solo-cd. Ook heeft ze hits opgenomen met T.Raumschmiere, Apocalyptica en DJ Tomekk & Ice-T.
Dennis Poschwatta (ex-drummer) deed samen met Markus Gumball (G-Ball, een vriend van Poschwatta met wie hij vroeger heeft samengewoond en voor wie hij tevens nummers heeft geproduceerd) de zang voor hun nieuwe band Tamoto.
De overige bandleden van de Guano Apes, Ude (bas) en Rümenapp (gitaar), deden enkele gastoptredens in de band. Deze band werd niet zo succesvol als Guano Apes, reden waarom zij in 2007 gedrieën een nieuwe band begonnen onder de naam IO. Deze is meer in de stijl van Guano Apes, maar heeft een mannelijke zanger: Charles Simmons.
In 2009 kwamen de bandleden weer bijeen voor enkele reünieconcerten.
De Guano Apes hebben 18 keer in Nederland opgetreden:  
- Stone Rock Festival 2017 - Dalfsen
- Melkweg 2017 - Amsterdam
- Nirwana Tuinfeest 2016 - Lierop
- Paradiso 2014 - Amsterdam
- Huntenpop 2013 - Ulft
- Tilburg 013 2012 - Tilburg
- Melkweg 2011 - Amsterdam
- Bospop Festival 2009 - Weert
- Dauwpop Festival 2004 - Hellendoorn
- Lowlands Festival 2003 - Biddinghuizen
- Tilburg 013 2001 - Tilburg
- Oosterpoort 2001 - Groningen
- Lowlands 2000 - Biddinghuizen
- Pinkpop Festival 2000 - Landgraaf
- Paradiso 2000 - Amsterdam
- Tivoli 1999 - Utrecht
- Melkweg 1999 - Amsterdam
- Melkweg 2022 - Amsterdam

In 2004 hebben zij vier concerten in Nederland afgelast.
Guano Apes heeft een internationale fanclub gehad, genaamd Scarletclub. (Deze naam is afgeleid van de hit Pretty in Scarlet.)
Deze fanclub heeft verschillende fanclubdagen samen met de band georganiseerd.

## Discografie

### Studioalbums
| Jaar | Details                                                                                  | Hoogste positie | Hoogste positie | Hoogste positie | Hoogste positie | Hoogste positie | Verkoopcijfers |
| Jaar | Details                                                                                  | AUT             | GER             | BE              | NL              | SWI             | Verkoopcijfers |
| ---- | ---------------------------------------------------------------------------------------- | --------------- | --------------- | --------------- | --------------- | --------------- | -------------- |
| 1997 | Proud Like a God - Uitgebracht: 6 oktober 1997 - Label: BMG, GUN/Supersonic Records      | 5               | 5               | 13              | 27              | 13              | 1.080.000      |
| 2000 | Don't Give Me Names - Uitgebracht: 2 mei 2000 - Label: BMG, GUN/Supersonic Records       | 1               | 1               | 13              | 27              | 5               | 215.000        |
| 2003 | Walking on a Thin Line - Uitgebracht: 25 maart 2003 - Label: BMG, GUN/Supersonic Records | 5               | 1               | -               | 18              | 8               | 110.000        |
| 2011 | Bel Air - Uitgebracht: 1 april 2011 - Label: Columbia                                    | 5               | 1               | -               | -               | 2               |                |
| 2014 | Offline - Uitgebracht: 30 Mei 2014 - Label: Epic Sony                                    | 26              | 8               | -               | -               | 31              |                |

### Singles
- 1997 - Open Your Eyes
- 1998 - Lords of the Boards
- 1998 - Rain
- 1999 - Don’t You Turn Your Back on Me
- 2000 - Big in Japan (Alphaville-cover)
- 2000 - No Speech
- 2000 - Living in a Lie
- 2001 - Dödel Up
- 2001 - 'Kumba Yo (met Michael Mittermeier)
- 2002 - You Can't Stop Me
- 2003 - Pretty in Scarlet
- 2003 - Quietly
- 2004 - Break the Line
- 2011 - Oh What a Night
- 2011 - Sunday Lover
- 2011 - This Time
- 2012 - When the Ships Arrive
- 2014 - Close to the Sun
- 2017 - Lose Yourself

### Overige albums
- 2003 - Guano Apes Live (cd+dvd)
- 2004 - Planet of the Apes (Best Of)
- 2005 -Planet of the Apes (dvd met documentaire)
- 2006 - The Lost (T)Apes

## Hitlijsten
| Album met eventuele hitnotering(en) in de Nederlandse Album Top 100 | Datum van verschijnen | Datum van binnenkomst | Hoogste positie | Aantal weken | Opmerkingen |
| ------------------------------------------------------------------- | --------------------- | --------------------- | --------------- | ------------ | ----------- |
| Proud Like a God                                                    | 1997                  | 05-06-1999            | 27              | 42           | Goud        |
| Don't Give Me Names                                                 | 2000                  | 13-05-2000            | 27              | 10           |             |
| Walking on a Thin Line                                              | 2003                  | 15-02-2003            | 18              | 9            |             |

| Album met hitnotering(en) in de Vlaamse Ultratop 200 albums | Datum van verschijnen | Datum van binnenkomst | Hoogste positie | Aantal weken | Opmerkingen |
| ----------------------------------------------------------- | --------------------- | --------------------- | --------------- | ------------ | ----------- |
| Proud Like a God                                            | 1997                  | 28-08-1999            | 13              | 34           | Goud        |
| Don't Give Me Names                                         | 2000                  | 13-05-2000            | 13              | 16           |             |

| Single met eventuele hitnotering(en) in de Nederlandse Top 40 | Datum van verschijnen | Datum van binnenkomst | Hoogste positie | Aantal weken | Opmerkingen                 |
| ------------------------------------------------------------- | --------------------- | --------------------- | --------------- | ------------ | --------------------------- |
| Open Your Eyes                                                | 1997                  | 29-5-1999             | 18              | 9            | Nr. 19 in de Single Top 100 |

| Single met hitnotering(en) in de Vlaamse Ultratop 50 | Datum van verschijnen | Datum van binnenkomst | Hoogste positie | Aantal weken | Opmerkingen |
| ---------------------------------------------------- | --------------------- | --------------------- | --------------- | ------------ | ----------- |
| Open Your Eyes                                       | 1997                  | 14-08-1999            | 14              | 15           |             |
| Lords of the Boards                                  | 1999                  | 30-10-1999            | 11              | 17           |             |

### NPO Radio 2 Top 2000
| Nummer met noteringen in de NPO Radio 2 Top 2000 | '20  | '21  | '22  | '23  | '24  |
| ------------------------------------------------ | ---- | ---- | ---- | ---- | ---- |
| Open Your Eyes                                   | 1916 | 1787 | 1634 | 1674 | 1709 |

1. ↑  Een vetgedrukt getal geeft de hoogste notering aan.
2. ↑  2020 was het eerste jaar met een notering voor dit nummer.